# Историческое фэнтези
Историческое фэнтези — жанр исторической литературы, а также категория фэнтези, включающая в себя характерные элементы (такие как магия), встроенные в более «реалистичное» повествование. Имеет много пересечений с другими поджанрами фэнтези; поджанры, классифицирующиеся как Артурианские, Кельтские или Тёмные века, также могут быть отнесены к историческому фэнтези. Сюжеты, соответствующие этой классификации, обычно относятся к историческим периодам до XX века.
Фильмы этого жанра могут включать сюжеты, действие которых происходит в библейские времена или классическую древность. У них часто есть фабульные линии, отчасти основанные на греко-римской мифологии, легендах или эпосе и соседствующих с этими государствами культур.

## Описание
Историческое фэнтези обычно использует один из четырёх общих подходов:
1. Магия, мифические существа, такие как драконы, или другие сверхъестественные элементы, например, магические кольца, невидимо сосуществуют с земным миром, в то время как большинство людей не знают об этом. В этом жанр имеет близкое сходство с современным фэнтези. Данный подход обычно пересекается с тайным историческим тропом. В качестве альтернативы, повествование автора показывает или подразумевает, что к настоящему времени магия «отступила» от мира или скрыта для всех, кроме нескольких посвящённых, чтобы позволить истории вернуться к знакомой версии, которую мы знаем[4]. Пример этого можно найти в книге Лорда Дансени «Тень простирателя», действие которой происходит в Испании, но заканчивается тем, что маг в ней удаляет себя и всех романтических существ из мира, тем самым положив конец Золотому веку[5].
2. Жанр также может включать альтернативную историю, где прошлое или настоящее было значительно изменено, когда историческое событие произошло по-другому, либо его не было вовсе[6].
3. История происходит в ином мире с конкретными и узнаваемыми параллелями с известным местом (или местами) и определённым историческим периодом. Этот подход используется противопоставлен первому, в котором фантастические элементы включаются в реальный мир с учётом его географических и исторических особенностей. Тем не менее, при работе в рамках данного подхода вдохновением для особенностей описываемого мира часто являются реальные события, что делает границы этого подхода неясными.
4. Историческое фэнтези также может разворачиваться в вымышленном мире, который вдохновлён одним из исторических периодов, но не отражает объективную реальность данной эпохи, включая значительное количество вымышленных элементов[6].

Все четыре подхода пересекаются в поджанре стимпанка, обычно связанном с научной фантастикой. Однако не все стимпанк-фэнтези относятся к историческому поджанру фэнтези.

## Поджанры

### Арабское фэнтези
После того, как французский перевод Антуана Галлана «Тысяча и одна ночь» стал популярным в Европе, многие писатели создавали фэнтези, основанное на романтизированном образе Ближнего Востока и Северной Африки. К ранним примерам подобных работ относятся сатирические сказки Антуана Гамильтона и повесть Вольтера «Задиг, или Судьба» (1747). Англоязычные работы в жанре арабского фэнтези включают произведения «История Расселасса, принца Абиссинского» Сэмюэля Джонсона (1759), «Сказки о Гении» Джеймса Ридли (1764), «Ватек» Уильяма Томаса Бекфорда (1786), «Бритье Шагпата» Джорджа Мередита (1856), «Халед» (1891) Фрэнсиса Мариона Кроуфорда и «Хасан» Джеймса Элроя Флекера (1922).
В конце 1970-х годов интерес к поджанру возродился с произведением Пирса Энтони «Хасан» (1977). За ним последовало несколько других романов, перерабатывающих арабскую легенду: метафикционный «Арабский кошмар» (1983) Роберта Ирвина, детский роман Дианы Уинн Джонс «Замок в воздухе» (1990), юмористический роман Тома Холта «Джинн Рамми» (1995) и другие.

### Кельтское фэнтези
Кельтское фэнтези связано с историческим фэнтези и кельтской исторической литературой. Поджанр кельтского исторического фэнтези включает такие произведения, как серия Кэтрин Куртц «Дерини» и трилогия Терезы Эджертон «Зеленый лев». Эти работы частично основаны на древней кельтской культуре. Отдельные элементы фольклора Ирландии, Уэльса и Шотландии иногда использовались без достаточной историко-культурной проработки и дифференциации, а иногда с большим эффектом, как в трилогии Пола Хейзела «Finnbranch», «Yearwood» (1980), «Undersea»(1982) и «Winterking» (1985). Другие писатели выделились использованием одного источника.
Известные работы, вдохновленные ирландской мифологией: «Золотой горшок» Джеймса Стивенса (1912), «Проклятие мудрой женщины» Лорда Дансени (1933), юмористический роман Фланна О’Брайена «О водоплавающих» (1939), «Гончие Морригана» Пэт О’Ши (1985) и романы Питера Тримэйна, Морган Лливелин и Грегори Фроста.
Особенное влияние имеет валлийская традиция, основанная на историях о короле Артуре и сборнике повестей Мабиногион. Одним из заметных пересказов этой истории была фэнтезийная работа Эванджелин Уолтон: «Остров Могучих», «Дети Ллира», «Песня Рианнона» и «Принц Эннуна». В жанре валлийского кельтского фэнтези было написано значительное количество художественной литературы. Известными авторами являются Кеннет Моррис, Джон Каупер Поуис, Вон Уилкинс, Ллойд Александер, Алан Гарнер и Дженни Ниммо.
Шотландское кельтское фэнтези встречается реже, но Джеймс Хогг, Джон Фрэнсис Кэмпбелл (Миф о кельтском драконе, 1911), Фиона Маклауд, Уильям Шарп, Джордж Маккей Браун и Дебора Тернер Харрис использовали материалы шотландских мифов и легенд.
Редко также встречается фэнтези, основанное на бретонской фольклорной ветви кельтской мифологии. Тем не менее, несколько известных писателей использовали такой материал. «The Demoiselle d’Ys» (из «Короля в жёлтом», 1895) Роберта Чемберса и «Creep, Shadow!» (1934) Абрахама Мерритта опирались на бретонскую легенду о потерянном городе Кер-Ис, в то время как «Баллада об Аотру и Итрун» (1930) Джона Рональда Руэла Толкиена — это повествовательное стихотворение, основанное на бретонской легенде о Корригане.

### Классическое фэнтези
Классическое фэнтези — это поджанр фэнтези, основанный на греческих и римских мифах. Символизм классической мифологии оказывает огромное влияние на западную культуру, но только в XIX веке он стал использоваться в контексте литературного фэнтези. Ричард Гарнетт («Сумерки богов», 1888, перевыпущенный в 1903 году) и Джон Кендрик Бэнгс («Олимпийские ночи», 1902) использовали греческие мифы в сатирических целях.
Среди писателей XX века, которые широко использовали данный поджанр, были Джон Эрскин, который продолжил сатирическую традицию классического фэнтези в таких работах, как «Частная жизнь Елены Троянской» (1925) и «Венера, одинокая богиня» (1949). Иден Филпоттс использовал греческие мифы, чтобы сделать философские замечания в таких произведениях, как «Пан и Близнецы» (1922) и «Остров Цирцеи» (1925). «Власть волшебства» Джека Уильямсона («Неизвестные миры», 1940) — это приключенческая история, основанная на легенде о Тесее. Несколько романов Томаса Бернетта Суонна основаны на греческом и римском мифе, включая «День Минотавра» (1966). Цикл «Авалон» Мэрион Зиммер Брэдли и «Олимпийские игры» (2004) Лесли Уот — классические фэнтезийные сказки с феминистскими мотивами. Гай Гэвриэл Кей выбрал местом действия двух своих романов в серии «Сарантийская мозаика» параллельный мир, похожий на Византию времён правления Юстиниана I.

### Стимпанк фэнтези
Фэнтезийный стимпанк — это поджанр исторического фэнтези, действие которого обычно происходит в викторианскую или эдвардианскую эпоху. Паровая техника, смешанная с викторианской или готической архитектурой и технологиями, является наиболее широко признанной интерпретацией этого жанра. Одной из самых популярных характеристик стимпанка является появление «обнажённых» часовых механизмов, ржавых передач, шестерен и двигателей. Некоторые работы в этом жанре относятся к альтернативной истории.

#### Фэнтези газовых фонарей
Фэнтези газовых фонарей — это поджанр как стимпанка, так и исторического фэнтези, действие которого происходит в альтернативной вселенной, основанной на викторианской или эдвардианской эпохах. Однако магия здесь играет более важную роль, чем механическая технология эпохи.

### Пороховое фэнтези
Пороховое фэнтези сочетает элементы эпического фэнтези (магия, мифические существа, эльфы, эпический масштаб) с технологиями, такими как винтовки и железные дороги. Это относительно новый, но набирающий популярность поджанр. Он отличается от стимпанка тем, что в повествовании избегается изображение фантастических изобретений (эфирабли, машины и т. д.), которые распространены в стимпанке. Его также иногда называют «мышами и магией». Действие порохового фэнтези обычно происходит в мире с уровнем развития технологий, приблизительно эквивалентным XVII—XIX векам. Как правило, пороховое фэнтези также включает элементы реальных технологий: паровая энергия, телеграф и, в некоторых случаях, ранние телефоны или двигатели внутреннего сгорания.
Примерами порохового фэнтези являются серия «Татуировки крови монстра» Д.М. Корниш (2006—2010), «Стальной алхимик» Хирому Аракавы (2001—2010), «Terrarch Chronicles» Уильяма Кинга (2005—2008) и трилогия «Пороховой маг» Брайана Макклеллана (2013—2015).

### Средневековое фэнтези
Средневековое фэнтези включает произведения, действие которых происходит в Средние века и в вымышленных мирах в периоды времени, напоминающие Средневековье. Этот поджанр распространён среди ролевых игр и литературы в жанре фэнтези. Он часто включает элементы средневековой европейской культуры и общества, такие как монархия, феодальная социальная структура, средневековые войны и мифы, распространённые в европейском фольклоре.

### Доисторическое фэнтези
Это произведения, действие которых происходит в доисторические времена, изображающие жизнь доисторических людей. Примеры доисторического фэнтези включают серию Джин Ауэл «Дети Земли» (1980—2011) и «Хроники древней тьмы» Мишель Пейвер.

### Уся
Уся, буквально означающее «герои боевых искусств», является поджанром квазифэнтези и боевых искусств в литературе, телевидении и кино. Уся занимает видное место в поп-культуре китаеязычных регионов.
Жанр уся представляет собой смесь философии xiá («код чести», «этическая личность», «герой») и долгой истории Китая в wǔshù («кун-фу» или «боевые искусства»). Боевик, который следует кодексу xiá, называется фехтовальщиком, или xiákè («цивильный гость»). Японские традиции самурайского бусидо, английские рыцарские традиции и американские западные традиции имеют некоторые общие аспекты с китайскими традициями фехтовальщика Ся. Однако фехтовальщику не нужно служить лорду или обладать какой-либо военной мощью, и он не должен быть из аристократического класса.